# Diócesis de Puerto Escondido
La diócesis de Puerto Escondido (en latín: Dioecesis Portus Abditi) es una circunscripción eclesiástica de la Iglesia católica en México. Se trata de una diócesis latina, sufragánea de la arquidiócesis de Antequera. Desde el 16 de febrero de 2019 su obispo es Florencio Armando Colín Cruz.

## Territorio y organización

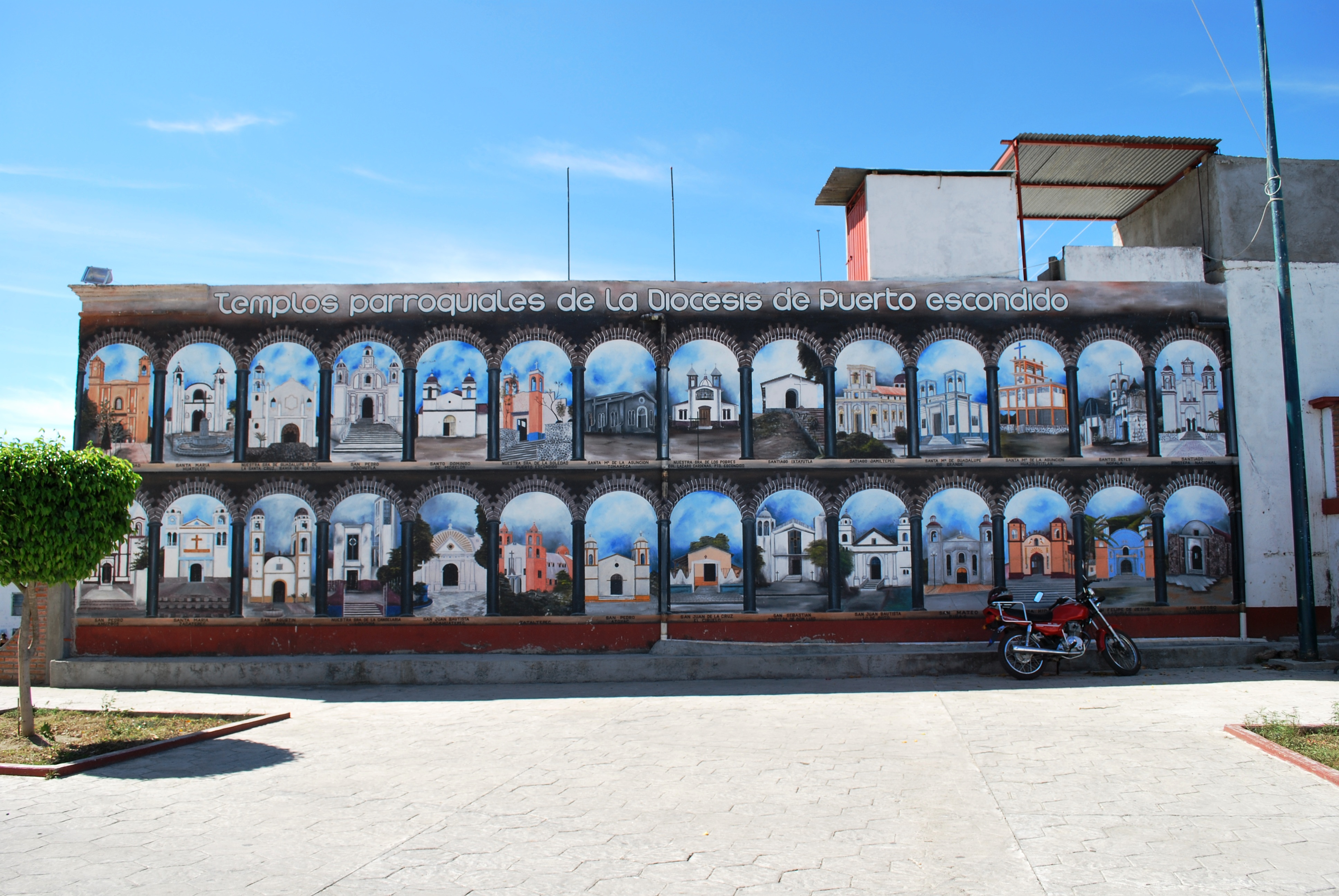
Mural con imágenes de los templos parroquiales de la diócesis

La diócesis tiene 13 221 km² y extiende su jurisdicción sobre los fieles católicos de rito latino residentes en parte del estado de Oaxaca.
La sede de la diócesis se encuentra en la ciudad de Puerto Escondido, en donde se halla la Catedral de Nuestra Señora de la Soledad.
En 2021 en la diócesis existían 33 parroquias.

## Historia
La diócesis fue erigida el 8 de noviembre de 2003 con la bula A Deo datum del papa Juan Pablo II, obteniendo el territorio de la arquidiócesis de Antequera.
Su primer obispo fue Eduardo Cirilo Carmona Ortega, quien fue relevado por Pedro Vázquez Villalobos y luego por Florencio Armando Colín Cruz.

## Estadísticas
Según el Anuario Pontificio 2022 la diócesis tenía a fines de 2021 un total de 538 054 fieles bautizados.
| Año                                                                             | Población            | Población | Población      | Sacerdotes | Sacerdotes    | Sacerdotes    | Bautizados por sacerdote | Diáconos permanentes | Religiosos | Religiosos | Parroquias |
| Año                                                                             | Bautizados católicos | Total     | % de católicos | Total      | Clero secular | Clero regular | Bautizados por sacerdote | Diáconos permanentes | Varones    | Mujeres    | Parroquias |
| ------------------------------------------------------------------------------- | -------------------- | --------- | -------------- | ---------- | ------------- | ------------- | ------------------------ | -------------------- | ---------- | ---------- | ---------- |
| 2003                                                                            | 423 000              | 470 000   | 90.0           | 30         | 26            | 4             | 14 100                   |                      | 4          | 22         | 28         |
| 2004                                                                            | 423 000              | 470 000   | 90.0           | 30         | 26            | 4             | 14 100                   |                      | 4          | 22         | 28         |
| 2012                                                                            | 454 000              | 500 000   | 90.8           | 46         | 38            | 8             | 9869                     |                      | 8          | 56         | 29         |
| 2013                                                                            | 483 000              | 575 000   | 84.0           | 49         | 41            | 8             | 9857                     |                      | 8          | 55         | 29         |
| 2016                                                                            | 486 415              | 560 448   | 86.8           | 44         | 34            | 10            | 11 054                   |                      | 10         | 48         | 30         |
| 2019                                                                            | 507 697              | 599 850   | 84.6           | 47         | 38            | 9             | 10 802                   |                      | 20         | 43         | 30         |
| 2021                                                                            | 538 054              | 672 568   | 80.0           | 52         | 43            | 9             | 10 347                   |                      | 20         | 35         | 33         |
| Fuente: Catholic-Hierarchy, que a su vez toma los datos del Anuario Pontificio. |                      |           |                |            |               |               |                          |                      |            |            |            |

## Episcopologio
- Eduardo Carmona Ortega, C.O.R.C. (8 de noviembre de 2003-27 de junio de 2012 nombrado obispo de Parral)
- Pedro Vázquez Villalobos (31 de octubre de 2012-10 de febrero de 2018 nombrado arzobispo de Antequera)
- Florencio Armando Colín Cruz, desde el 16 de febrero de 2019